# Promethei Sinus
Promethei Sinus és una característica d'albedo a la superfície de Mart, localitzada amb el sistema de coordenades planetocèntriques a -64.74 ° latitud N i 80 ° longitud E. El nom va ser aprovat per la UAI l'any 1958 i fa referència a la badia de Prometeu, personatge de la mitologia grega que va entregar el foc als homes.